# Maszta al-Hulw
Maszta al-Hulw (arab. مشتى الحلو) – miasto w Syrii, w muhafazie Tartus. W 2004 roku liczyło 2458 mieszkańców.